# 住吉真理子
住吉 真理子（すみよし まりこ、1987年5月20日 - ）は、日本の女優。広島県出身。前事務所はストレイドッグプロモーション。

## 人物・来歴
アクターズスクール広島1期生で、Perfumeと同期。
出演舞台のトークショー等のイベントでは、重松隆志と共にMCを担当することが多い。
2012年7月公開の映画「ヘルタースケルター」では8キロ増量し、オーディションにより比留駒千加子役に抜擢される。
2013年10月、TBSテレビ「夫のカノジョ」で、テレビドラマに初レギュラー出演。
2014年9月、舞台「バンク・バン・レッスン」で初演出。
2015年2月、0 LIMIT第3回公演 舞台『期期期鱗』で初主演。同年10月15日、自身のブログにて結婚を発表。
2020年9月、自身のTwitterにて離婚していたこと、2019年に再婚と出産したことを発表。

## 主な作品

### 舞台（出演）
役名太字は主演
- ミュージカル「アルプスの少女ハイジ」（イマジン）
- ミュージカル「ふたり」（2004年、全労済ホールスペース・ゼロ）　原作/赤川次郎
- 「あなたには帰る家がある」（2009年8・9月、劇場MOMO）　原作/山本文緒　脚本・演出/森岡利行
- 「悲しき天使」（2009年10・11月、東演パラータ）　作/山之内幸夫　演出/森岡利行
- 「心は孤独なアトム」（2010年1月、シアター代官山）　作・演出/森岡利行
- 「悲しき天使」（2010年2月、東演パラータ）　作/山之内幸夫　演出/森岡利行
- 「母の桜が散った夜」（2010年4月、赤坂RED/THEATER）　作・演出/森岡利行
- 「ゴジラ」（2010年7月、GEKIBA）　作/大橋泰彦　演出/森田亜紀
- 「へなちょこヴィーナス」（2010年9月、WoodyTheater中目黒）　作/高橋いさを＋小田玲奈　演出/森岡利行
- 「ぼくんち」（2010年9・10月、テアトルBONBON）　原作/西原理恵子　脚本・演出/森岡利行
- 「GIRLS PRISON OPERA（ガールズ プリズン オペラ）」（2011年3・4月、テアトルBONBON）　作/千葉美鈴　演出/山本和夫　演出補/森岡利行
- 「女の子ものがたり」（2011年4・5月、赤坂RED/THEATER）　原作/西原理恵子　脚本・演出/森岡利行
- 「問題のない私たち」（2011年8月、テアトルBONBON）　原作/牛田麻希　漫画/木村文　脚本・演出/森岡利行
- 「ゴジラ」（2011年9・10月、新宿シアターモリエール）　作/大橋泰彦　演出/森岡利行
- 「悲しき天使」（2012年2月、シアターグリーン BIG TREE THEATER）　作/山之内幸夫　演出/森岡利行
- 「月と箱舟」（2012年5・6月、GEKIBA）　作/矢沢幸治　演出/那波隆史　監修/森岡利行
- 「ゴジラ」（2012年5月、SPACE107）　作/大橋泰彦　演出/森岡利行
- 「路地裏の優しい猫」（2012年8月11日 - 12日、大阪市立芸術創造館／2012年8月21日 - 26日、中野ザ・ポケット）　作・演出/森岡利行 - アッシ 役
- 「女の子ものがたり」（2012年10月18日 - 21日、紀伊國屋ホール）　原作/西原理恵子　脚本・演出/森岡利行
- 「閨房のアライグマ」（2012年11月10日 - 18日、Geki地下Liberty）　作・演出/森岡利行
- 「ゴジラ」（2013年1月23日 - 27日、SPACE107／2013年2月8日 - 11日、大阪市立芸術創造館）　作/大橋泰彦　演出/森岡利行
- “STRAYDOG”Produce公演 〜西原理恵子演劇祭2013!!〜　原作：西原理恵子／脚本・演出：森岡利行 
  - 「ぼくんち」（2013年7月20日・21日、HEP HALL／7月23日・25日・27日・28日、SPACE107／7月31日・8月2日 - 8月4日、シアターグリーン BIG TREE THEATER）
  - 「女の子ものがたり」（2013年7月24日・26日 - 28日、SPACE107／8月1日 - 8月4日、シアターグリーン BIG TREE THEATER）
- 「心は孤独なアトム」（2013年10月3日 - 6日、シアターグリーン BIG TREE THEATER／10月25日 - 27日、大阪市立芸術創造館）　作・演出：森岡利行 - 原子 役
- 「心は孤独なアトム」（2014年2月5日 - 9日、シアターグリーン BIG TREE THEATER）　作・演出：森岡利行 - 原子 役
- “STRAYDOG”Produce公演「女の子ものがたり」（2014年5月3日 - 6日、シアターグリーン BIG TREE THEATER／5月17日・5月18日、ABCホール） - きみこ 役
- “STRAYDOG”Produce&Seedling公演「ゴジラ」（2014年7月1日 - 6日、新宿シアターモリエール） - ピグモン 役／祖母 役[4]
- “STRAYDOG”Seedling公演「へなちょこヴィーナス」（2014年9月17日 - 21日、八幡山ワーサルシアター） 作：高橋いさを＋小田玲奈　演出：柴田明良　脚色・監修：森岡利行 - 深田先生 役
- “STRAYDOG”第23回本公演「純平、考え直せ」（2014年11月28日 - 30日、紀伊國屋ホール） - 理沙 役
- ドラマデザイン社プロデュース「GIRLS PRISON OPERA（ガールズ プリズン オペラ）」（2014年12月18日 - 23日、新宿シアターモリエール） - 光野智恵 役[5]
- 0 LIMIT第3回公演「期期期鱗」（2015年2月13日 - 16日、シアターグリーン BOX in BOX THEATER） - 長谷部もも 役
- “STRAYDOG”番外公演 =M&M=「フローズン・ビーチ」（2015年9月20日 - 23日、八幡山ワーサルシアター） - 市子 役[6]

### 舞台（演出）
- “STRAYDOG”Seedling公演「バンク・バン・レッスン」（2014年9月17日 - 21日、八幡山ワーサルシアター）
- “STRAYDOG”番外公演 =M&M=「フローズン・ビーチ」（2015年9月20日 - 23日、八幡山ワーサルシアター）[6]

### 映画
- 「パンツの穴」（2011年11月19日公開、森岡利行監督）
- 「忍道 -SHINOBIDO-」（2012年2月4日公開、森岡利行監督）
- 「ヘルタースケルター」（2012年7月14日公開、蜷川実花監督） - 比留駒千加子（りりこの妹） 役
- 「蝉の女 愛に溺れて」（2012年9月22日公開、森岡利行監督）
- 桃まつりpresents なみだ「雨の日はしおりちゃん家」（2013年5月11日公開、森田亜紀監督）
- 「上京ものがたり」（2013年8月24日公開、森岡利行監督）
- 「ハダカの美奈子」（2013年11月9日公開、森岡利行監督）
- 「ハダカの美奈子（R-18）」（2014年2月8日公開、森岡利行監督）
- 「ヴァンパイアの泪」（2014年、山本和夫監督）※声のみの出演
- 「メイクルーム」（2015年、森川圭監督） - 佐藤シュガー役

### テレビドラマ
- 「インザイ」（2008年、テレビ東京）
- 金曜ナイト劇場「帝王」（2009年、TBS・MBS）
- 「霊能力者 小田霧響子の嘘」第8話（2010年11月28日、テレビ朝日）
- 「夫のカノジョ」（2013年10月24日 - 12月12日、TBS） - 清水香織 役
- 「佐知とマユ」（2015年3月17日、NHK）

### WEBドラマ
- AIシーズン2「Make up Girls」#6（2013年10月）[7]